# 林建彦
林 建彦（はやし たけひこ、1928年11月3日 - ）は、日本のジャーナリスト、東海大学名誉教授。韓国現代史専攻。
長野県飯田市出身。名古屋大学経済学部卒。1953年サンケイ新聞入社。ソウル特派員、 政治部次長、編集委員。1977年東海大学文学部教授。94年定年退任、名誉教授。

## 著書
- 『韓国現代史』至誠堂 1967
- 『北朝鮮と南朝鮮 一つの朝鮮への道』サイマル出版会 1971
  - 『北朝鮮と南朝鮮 38度線の100年 増補新版』1986
- 『分断国家 "二つのドイツ""二つの朝鮮"』鹿島平和研究所選書 1974
- 『朴体制下の韓国 仕上げ期に入る17年の軌跡』教育社入門新書 時事問題解説 1978
- 『近い国ほど、ゆがんで見える 日韓ギャップの源流』サイマル出版会 1982
- 『朴正煕の時代 韓国「上からの革命」の十八年』悠思社 1991

共編
- 『ニッポン・コリア読本 教科書に書かれなかった歴史の真実と日韓・日朝関係発展の課題』阿部洋共編 教育開発研究所 国際理解シリーズ 教育研修総合特集 1991

## 翻訳
- ロバート・R.シモンズ『朝鮮戦争と中ソ関係』小林敬爾共訳 コリア評論社 南北選書 1976
- 金東祚『韓日の和解 日韓交渉14年の記録』サイマル出版会 1993

## 論文
- Cinii

## 注
1. ↑  『現代日本人名録』